# Teki Naruszewicza
Teki Naruszewicza – zbiór 38 270 kopii dokumentów, zebranych w 230 tomach, powstały w II połowie XVIII wieku.
Dokumenty te zostały zgromadzone przez kancelarię Adama Naruszewicza (finansowaną przez króla Stanisława Augusta Poniatowskiego) celem wspomożenia jego pracy przy pisaniu Historii narodu polskiego. Odpisy oryginalnych dokumentów wykonywane były na kartach formatu 36x24 cm. W tekach znalazły się dokumenty o bardzo zróżnicowanym charakterze. Są to rozmaite akty prawne, takie jak nadania, przywileje, immunitety. Mniej liczną grupę stanowią akta prywatne. W miarę biegu wieków pojawia się korespondencja, zarówno królewska, jak i prywatna. Od początku XVII wieku zwraca uwagę duża liczba diariuszy sejmowych i instrukcji sejmikowych. Osobny dział zajmują anonimowe dzieła publicystów, wiadomości z różnych miejsc Polski i Europy oraz, już w wieku XVIII, wypisy z prasy warszawskiej. W dokumentach brak jest odpisów z kronik i pamiętników.
Zbiór ten nie był własnością Adama Naruszewicza. Teki znajdowały się we władaniu króla, który zapłacił za ich przepisywanie 5000 dukatów. Po śmierci Stanisława Augusta Poniatowskiego przekazano je Tadeuszowi Czackiemu, który o to się ubiegał, ponieważ miał swoje ambicje historiograficzne. Następnie od wdowy po nim zakupili archiwum Czartoryscy. W ich rękach dokumenty przebywały przez wiele lat i były przechowywane w różnych miejscach: w Puławach, Siemianowie, Paryżu, Kórniku. Ostatecznie zostały umieszczone w Krakowie, w Bibliotece Czartoryskich. Znajduje się tam obecnie 217 tomów, pozostałe rozsiane są po różnych bibliotekach polskich.